# La Roche-Neuville
La Roche-Neuville község Franciaország Loire mente régiójában, Mayenne megyében. Új községként 2019. január 1-jén jött létre Loigné-sur-Mayenne és Saint-Sulpice korábbi községek egyesítésével. 
Az egyesüléskor az új község lélekszáma 1200 fő lett. Lakosainak száma 1227 fő (2022. január 1.).

## Népesség
| Lakosok száma | 1167 | 1175 | 1194 | 1201 | 1214 | 1227 |
|               | 2017 | 2018 | 2019 | 2020 | 2021 | 2022 |